# Karula (Vihula)
Karula – wieś w Estonii, w prowincji Virumaa Zachodnia, w gminie Vihula.